# Koraljni biserak
Koraljni biserak, (indijanska boba, koraljna boba, lat. Symphoricarpos orbiculatus) grmolika je ukrasna biljka iz porodice Caprifoliaceae].

## Opis
Koraljni biserak  je uspravan grm,zelenkasto bijelih cvjetova i ružičastih plodova.Listovi su ovalni,nasuprotno raspoređeni na granama.Naraste do najviše 2 - 3 metra visine.

## Rasprostranjenost
Biljka je porijeklom iz Sjeverne Amerike,te raste i u središnjoj Kanadi i sjeveroistočnom Meksiku.Kao ukrasna vrsta danas se uzgaja širom svijeta.